# Jerzy Grom
Jerzy Grom (ur. 17 czerwca 1934 w Lublinie, zm. 12 maja 2017) – polski piłkarz grający na pozycji bramkarza.

## Życiorys
W trakcie swojej kariery zawodniczej występował między innymi w barwach Ząbkovii Ząbki, Polonii Warszawa (wówczas Kolejarz Warszawa), Wawelu Kraków, Widzewa Łódź, Warszawianki oraz Hutnika Warszawa. Należał do czołowych piłkarzy Hutnika w latach 60. XX wieku, mając wkład w pierwszy awans Hutnika do III ligi. Jako zawodnik Polonii Warszawa rozegrał co najmniej 81 spotkań w II lidze (brak pełnej dokumentacji), w ekstraklasie zaś wystąpił raz – w meczu z Ruchem w 1952. Wraz z Polonią w tamtym sezonie zdobył również Puchar Polski.

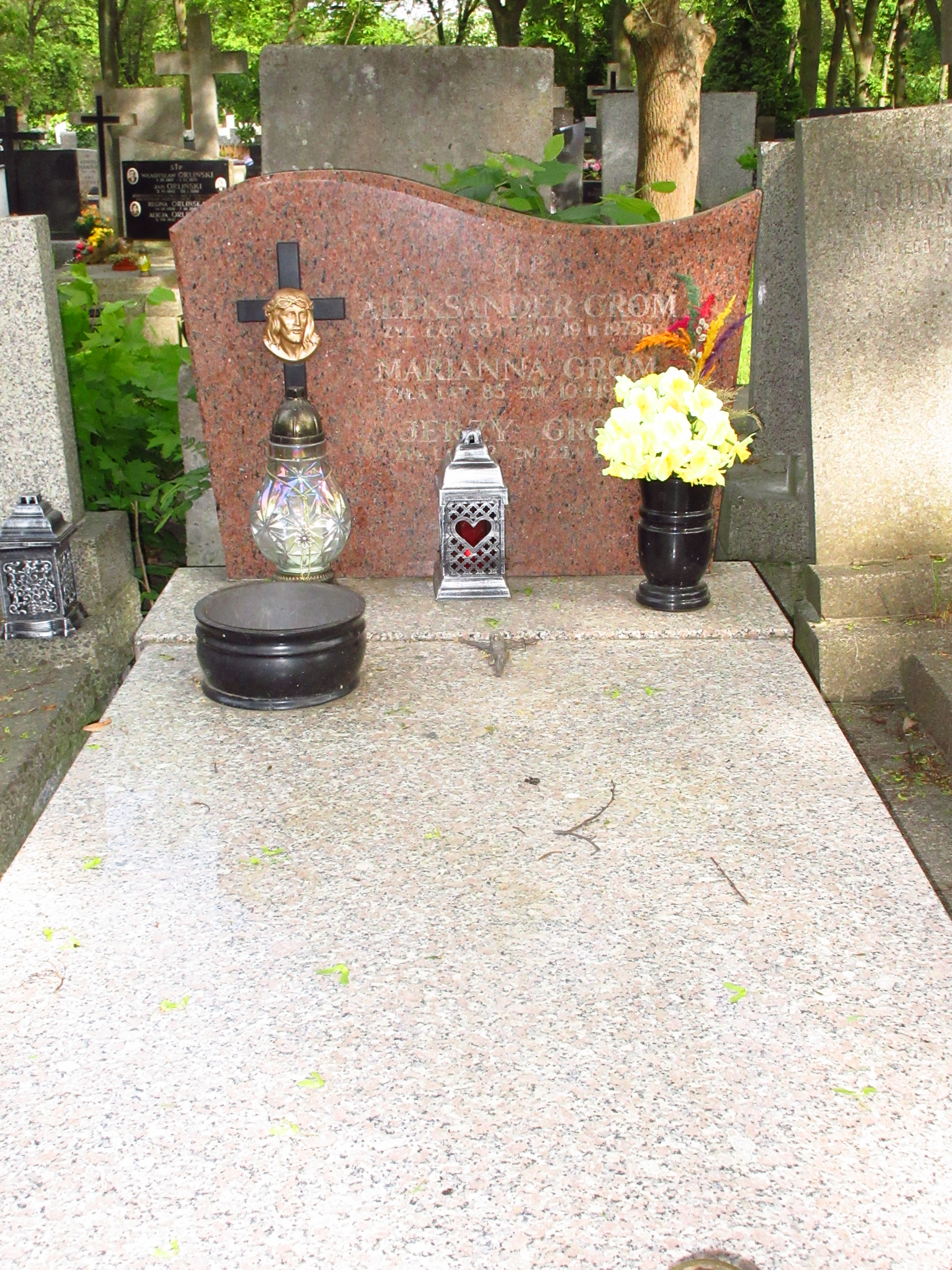
Grób Jerzego Groma na Cmentarzu Bródnowskim.

Pochowany na cmentarzu Bródnowskim w Warszawie (kwatera 24L-2-5).